# Resurrection
Resurrection је први и дебитантски албум хеви метал групе Халфорд. Издат је 2000. године, а ремикс је урађен 2006. Вокал Ајрон мејдена Брус Дикинсон појављује се као гост извођач у песми The One You Love to Hate где пева у дуету са Халфордом. На листи 100 најбољих хеви метал албума, сајта Metal-Rules.com, овај албум је заузео 54. позицију.

## Песме
| Наслов песме | Превод на српски језик   | Аутор                                          | Трајање |
|              | Васкрсење                | Роб Халфорд, Патрик Лакман, Рој З, Џон Бакстер | 3:58    |
|              | Израђено у паклу         | Халфорд, Бакстер                               | 4:12    |
|              | Закључано и напуњено     | Халфорд, Лакман                                | 3:19    |
|              | Вече                     | Халфорд, Лакман, Метал Мајк Клашчак            | 3:42    |
|              | Тихи врисци              | Халфорд, Боб Марлет                            | 7:06    |
|              | Онај кога волиш да мрзиш | Халфорд, З, Брус Дикинсон                      | 3:11    |
|              | Сајберсвет               | Халфорд, З, Клашчак                            | 3:10    |
|              | Успори                   | Халфорд, З, Марлет                             | 4:52    |
|              | Искривити                | Боб Халиган млађи                              | 4:10    |
|              | Искушење                 | Халфорд, Лакман, З, Клашчак                    | 3:32    |
|              | Вози                     | Халфорд, З, Марлет                             | 4:31    |
|              | Спаситељ                 | Халфорд, Лакман, З                             | 2:57    |

На јапанском издању овог албума постоје две бонус песме:
| Наслов песме | Превод на српски језик      | Аутор                    | Трајање |
|              | Последњи преживели из пакла | Халфорд, Клашчак         | 3:24    |
|              | Тужна крила                 | Халфорд, Лакман, Клашчак | 3:38    |

Верзија албума из 2006:
| Наслов песме | Превод на српски језик      | Аутор                             | Трајање |
|              | Васкрсење                   | Халфорд, Лакман, Рој З, Бакстер   | 3:58    |
|              | Израђено у паклу            | Халфорд, З, Бакстер               | 4:12    |
|              | Закључано и напуњено        | Халфорд, Лакман, З                | 3:19    |
|              | Вече                        | Халфорд, Лакман, Клашчак          | 3:42    |
|              | Тихи врисци                 | Халфорд, Марлет                   | 7:06    |
|              | Онај кога волиш да мрзиш    | Халфорд, З, Дикинсон              | 3:11    |
|              | Сајберсвет                  | Халфорд, З, Клашчак               | 3:10    |
|              | Успори                      | Халфорд, З, Марлет                | 4:52    |
|              | Последњи преживели из пакла | Халфорд, Клашчак                  | 3:24    |
|              | Искушење                    | Халфорд, Лакман, З, Клашчак       | 3:32    |
|              | Бог доноси смрт             | Халфорд, Лакман, Клашчак          | 2:45    |
|              | Фетиш                       | Халфорд, Лакман, Клашчак, Бакстер | 3:12    |
|              | Тужна крила                 | Халфорд, Лакман, Клашчак          | 3:38    |
|              | Искривити                   | Халиган                           | 4:10    |
|              | Вози                        | Халфорд, З, Марлет                | 4:31    |
|              | Спаситељ                    | Халфорд, Лакман, З                | 2:57    |